# Unidad Alavesa
Unidad Alavesa (UA) fue un partido político de la provincia de Álava en el País Vasco (España) entre 1989 y 2005. Defendía que Álava debía conformar una comunidad foral separada del País Vasco, con un estatuto propio similar al de Navarra. Alcanzó su techo en las elecciones forales de 1991 donde fue segunda fuerza en ese territorio.

## Origen
Unidad Alavesa nació en 1989 como una escisión dentro del Partido Popular (PP) que no aceptaba la pertenencia de Álava al País Vasco.
Sus precedentes en el centroderecha, Alianza Popular y Coalición Popular, habían tenido tradicionalmente una actitud hostil a la autonomía vasca que fue evolucionando desde un rechazo inicial hasta su aceptación.
En el caso de Álava, sus cuadros locales y militancia habían sido contrarios a la incorporación de Álava al País Vasco, reclamando para Álava un estatus similar al de la Comunidad Foral de Navarra. Cuando en 1989 se produce la refundación del Partido Popular, el partido trata de moderar sus postulados políticos y acepta el statu quo autonómico existente, incluyendo la pertenencia de Álava al País Vasco.
El rechazo de parte de la militancia alavesa del Partido Popular a esta nueva línea de su partido, hizo que naciese Unidad Alavesa, aunque no se registró oficialmente hasta enero de 1990.

## Ideario político
UA se autodefinía como un partido alavesista; es decir no reconocía la pertenencia de Álava al País Vasco, sino que consideraba que esta provincia constituía un territorio con una cultura diferenciada de la vasca, aunque reconociera que dicha cultura hubiera influido en la idiosincrasia alavesa. Consideraba que el euskera no era la lengua propia de Álava, que su cooficialidad era una imposición y que Álava estaba siendo colonizada cultural, política y económicamente por el nacionalismo vasco.
UA se autodefinía como foralista y era defensora de la españolidad de Álava. Partidaria del autogobierno alavés mediante una adecuación y modernización de los fueros, aspiraba a la conversión de Álava en una comunidad foral diferenciada dentro de España, tomando siempre como modelo a Navarra. Con el paso del tiempo UA aceptó tácitamente la pertenencia de Álava al País Vasco sin renunciar por ello a sus objetivos, pues amenazó con apoyar una secesión alavesa en caso de que fuera aprobado el denominado Plan Ibarretxe.
UA hizo suya la histórica reivindicación de incorporar a Álava el enclave burgalés de Treviño, que actualmente pertenece a la comunidad autónoma de Castilla y León, y afirmó que esa incorporación sería mucho más sencilla si Álava fuera una comunidad foral.
UA también se autodefinía como progresista en lo social y reformista en lo político, pese a tener su origen en una escisión del PP y coincidir con este partido en algunas de sus líneas políticas.
La crítica al nacionalismo vasco era una de sus señas características: mostró su acuerdo en todo momento con la política antiterrorista del gobierno de José María Aznar, apoyando el Pacto Antiterrorista que suscribieron PP y PSOE; así como a organizaciones cívicas como ¡Basta Ya! o el Foro de Ermua; y era un partidario de la formación de frentes políticos constitucionalistas para frenar al nacionalismo vasco.
Los dirigentes y cargos electos de UA estuvieron amenazados por la banda terrorista ETA, habiendo sufrido algunos de ellos atentados y sabotajes en sus propiedades.

## Trayectoria
El principal dirigente de Unidad Alavesa fue Pablo Mosquera, un médico nacido en Lugo y asentado en Vitoria. En el momento de la escisión Mosquera era uno de los dos parlamentarios que el Partido Popular tenía en el Parlamento Vasco. Fue el primer parlamentario de Unidad Alavesa en el Parlamento Vasco al abandonar el grupo popular y formar el Grupo Mixto-UA. Mosquera fue elegido su primer secretario general. 
Las primeras elecciones en las que participó Unidad Alavesa fueron las elecciones al Parlamento Vasco de 1990 en las que obtuvo tres parlamentarios. 
En las elecciones municipales de 1991 se convirtieron en la segunda fuerza política alavesa en número de votos (17% de los votos válidos) y la cuarta en número de concejales. En la capital, Vitoria, que ya se perfilaba como el feudo por excelencia de UA, obtuvieron el 22% de los votos, en detrimento del resto de la provincia donde su apoyo era menor.
Animados por los resultados electorales precedentes, UA se presentó al Congreso de los Diputados, pero obtuvo solo un 10,61% de los votos en las elecciones generales de 1993. Conscientes de la dificultad que suponía obtener un acta de diputado en Álava, el partido tomó la decisión de no volver a presentarse más a unas elecciones generales, para no restar votos al PP, centrándose en las elecciones locales, forales y autonómicas.
Si los resultados de 1990 supusieron una entrada espectacular en el Parlamento Vasco, los de las elecciones de 1994 fueron el espaldarazo definitivo de la formación política, que obtuvo los mejores resultados de su historia, con el 18,83% de los votos y cinco parlamentarios; siendo la segunda formación política de Álava por detrás del PNV.
Las razones del ascenso de UA hay que buscarlas en que supieron dar salida a un sector de la población alavesa hostil al nacionalismo vasco que ante la falta de alternativas claras al mismo (los socialistas gobernaban en coalición con el PNV y el PP era todavía un partido minoritario) vieron en UA una salida clara a sus inquietudes.
También hay que decir que desde UA se hizo una gestión inteligente de la tradicional rivalidad que enfrenta a Vitoria con Bilbao. Fueron conocidas y recurrentes las polémicas sobre el favoritismo de las inversiones del Gobierno Vasco hacia Bilbao en detrimento de Vitoria, o sobre los pantanos alaveses que suministran al Gran Bilbao y Vitoria causando enfrentamientos en tiempos de sequía, etc.
Tras alcanzar su techo electoral comenzó el largo declive de la formación foralista. El hecho que marcó el punto de inflexión de UA fue la victoria electoral del PP en las elecciones generales de 1996, cuando alcanzó por primera vez el gobierno de España de la mano de José María Aznar.
Ya antes, en 1995 el PP había igualado en número de concejales y superado ligeramente en porcentaje de voto (18%) a UA en el Ayuntamiento de Vitoria, donde había dejado de ser la principal fuerza de la oposición. Este hecho hizo que muchos votantes de UA viesen al PP como una alternativa real al nacionalismo gobernante con más futuro que UA.
Además, en 1997 se produjo la primera gran crisis del partido con la escisión que dio lugar a un nuevo partido más moderado denominado Democracia Foral de Álava. Uno de los cinco parlamentarios de UA, Manuel Raúl Reyero, se integrará en este partido.
En el proceso que dio lugar a la escisión de Democracia Foral de Álava, Unidad Alavesa registró hasta seis nombres en el registro de partidos políticos del Ministerio del Interior, para evitar que esas siglas cayeran en manos de los escindidos, así nacieron los partidos fantasma: «Partido Neoforalista», «Alternativa Foralista», «Partido Alavesista», «Partido Nuevo Foralismo», «Unión del Pueblo Alavés» y «Partido Nuevos Foralistas».
La crisis interna de UA y el abandono del voto útil hacia al PP,[cita requerida] hicieron que UA consiguiese 15.722 votos en las elecciones al Parlamento Vasco de 1998, un fracaso electoral al quedar solo con dos parlamentarios: Pablo Mosquera y Enriqueta Benito, la otra cabeza visible del partido.
En las elecciones municipales y forales de 1999, el PP arrebató la alcaldía de Vitoria y la Diputación Foral de Álava al PNV y más que nunca UA sufrió la sangría del voto útil que marchó al PP, al quedar con un 7,5% de los votos y solo dos concejales.
UA comenzó entonces una política de colaboración activa con el PP tanto en el Ayuntamiento como en la Diputación, consciente de que el electorado le había dado la espalda en Álava en favor del PP[cita requerida] y ante el temor de ser fagocitada a medio plazo por su partido de origen. Fruto de esta colaboración Pablo Mosquera será Diputado Foral de Juventud y Deportes.
En 2001 se convocaron elecciones autonómicas anticipadas y varios medios de comunicación comenzaron a hablar de una hipotética coalición postelectoral PP-PSOE, que se perfilaba como ganadora de unas elecciones polarizadas entre este bloque constitucionalista y la coalición nacionalista entre el PNV y EA. Conscientes de que en unas elecciones tan polarizadas UA tenía poco espacio para sus propuestas y previendo que su presencia en las elecciones podría dividir el voto constitucionalista conservador en Álava, UA decidió no presentarse a las elecciones e integrar a su parlamentaria Enriqueta Benito en la candidatura del PP. Aunque Enriqueta Benito revalidó su acta de diputada, las elecciones fueron un relativo fracaso para PP-UA ya que no consiguieron arrebatar el Gobierno Vasco al PNV.
En septiembre de 2002, el histórico líder del partido, Pablo Mosquera abandonó la política y regresó a su Galicia natal para dirigir un hospital. Según declaró, su marcha se debía a motivos personales, ajenos a la política. Enriqueta Benito asumió la dirección del partido.
En 2003 UA fracasó en las elecciones municipales al no lograr ningún concejal en toda la provincia de Álava, y obteniendo solo el 4,52% de los votos en Vitoria. En las elecciones a las Juntas Generales del País Vasco de 2003 obtuvo un único juntero foral, Ernesto Ladrón de Guevara.
Tras la derrota del PP en las elecciones del 14 de marzo de 2004, UA cambió de estrategia electoral. Su parlamentaria Enriqueta Benito abandonó el grupo popular y se integró en el grupo mixto. Fruto de esta nueva estrategia, UA apoyó con su voto los presupuestos del gobierno vasco del 2005 con un pacto contra-natura que le unió al PNV, pero que se concretó en una partida presupuestaria extra para Álava. Este apoyo, que fue fundamental en la aprobación del presupuesto, volvió a centrar la atención sobre el partido foralista de cara a las elecciones autonómicas de 2005, que se presentaban como la última oportunidad del partido por su supervivencia.
El resultado de UA en las elecciones autonómicas del 17 de abril de 2005 fue de 3.740 votos, solo un 2,2% del electorado alavés, coincidiendo en Álava con el descenso del PP y el ascenso de la coalición PNV-EA en dichas elecciones. La formación foralista ya no tenía representación en ninguna institución. Su último cargo electo fue Ernesto Ladrón de Guevara, en las Juntas Generales de Álava.

## Disolución
En junio de 2005, en su VII Congreso, Unidad Alavesa acordó su disolución, tras perder definitivamente la representatividad anterior que ostentaba en Álava, y la fuga de algunos de sus dirigentes al PP.
Tras la disolución, tres afiliados denunciaron a la expresidenta, Enriqueta Benito, que fue imputada por un presunto delito de apropiación indebida. La denuncia se basaba en que la presidenta supuestamente habría vendido la sede de 200 metros cuadrados del partido en la capital alavesa por 360.000 euros cuando su valor de mercado sería el doble y también porque supuestamente habría manipulado la contabilidad interna del partido desviando sus activos. Finalmente fue declarada inocente de los cargos que se le atribuían.
A finales de 2006 se creó el nuevo partido político Innovación Democrática con la intención de dar continuidad al proyecto de Unidad Alavesa pero con un ámbito de actuación que abarcara todo el País Vasco incluyendo al Condado de Treviño. Se definían de centro derecha y su presidente era Ernesto Ladrón de Guevara, que llegó a UA tras ser expulsado del PSE-EE. Se presentó a las elecciones municipales y forales del 27 de mayo de 2007 sin que obtuviera representación. Innovación Democrática consiguió 490 votos (0,46%) en las elecciones municipales en Vitoria y solamente pudo presentar candidatura a las forales en la circunscripción de Tierras Esparsas en Álava debido a las deficiencias detectadas por la Junta Electoral. La falta de liderazgo de Ladrón de Guevara hizo que este proyecto no prosperase.

## Resultados electorales

### Congreso de los Diputados
| Año  | Votos  | %     | +/- pp (Álava) | Escaños (Álava) | Posición (Álava) | Gobierno    | Candidato                    |
| ---- | ------ | ----- | -------------- | --------------- | ---------------- | ----------- | ---------------------------- |
| 1993 | 16 623 | 10,61 | Nuevo          | 0/4             | #4               | Sin escaños | Antonio Sáenz de Santa María |

### Juntas Generales de Álava
| Año  | Votos  | %     | +/- pp | Escaños | +/- | Posición | Gobierno  |
| ---- | ------ | ----- | ------ | ------- | --- | -------- | --------- |
| 1991 | 22 342 | 18,49 | Nuevo  | 11/51   | 11  | #2       | Oposición |
| 1995 | 23 442 | 16,28 | 2,21   | 9/51    | 2   | #3       | Oposición |
| 1999 | 9448   | 6,19  | 10,09  | 2/51    | 7   | #5       | Oposición |
| 2003 | 6373   | 3,89  | 2,30   | 1/51    | 1   | #5       | Oposición |

### Municipales
| Año  | Votos  | %     | +/- pp | Concejales | +/- | Posición |
| ---- | ------ | ----- | ------ | ---------- | --- | -------- |
| 1991 | 21 271 | 17,55 | Nuevo  | 39/409     | 39  | #2       |
| 1995 | 21 586 | 14,95 | 2,60   | 37/409     | 2   | #3       |
| 1999 | 9680   | 6,31  | 8,64   | 9/409      | 28  | #5       |
| 2003 | 6191   | 3,78  | 4,86   | 0/409      | 9   | #5       |

### Parlamento Vasco
| Año  | Votos  | %    | +/- pp | Escaños | +/- | Posición | Gobierno                                     | Candidato        |
| ---- | ------ | ---- | ------ | ------- | --- | -------- | -------------------------------------------- | ---------------- |
| 1990 | 14 351 | 1,41 | Nuevo  | 3/75    | 3   | #8       | Oposición                                    | José Luis Añúa   |
| 1994 | 27 797 | 2,73 | 1,32   | 5/75    | 2   | #7       | Oposición                                    | Enriqueta Benito |
| 1998 | 15 738 | 1,26 | 1,47   | 2/75    | 3   | #7       | Oposición                                    | Pablo Mosquera   |
| 2001 | —      | —    | —      | 1/75    | 1   | —        | Oposición (Se presentó en las listas del PP) | Enriqueta Benito |
| 2005 | 4117   | 0,34 | Nuevo  | 0/75    | 1   | #7       | Sin escaños                                  | Enriqueta Benito |